# Lóndrangar

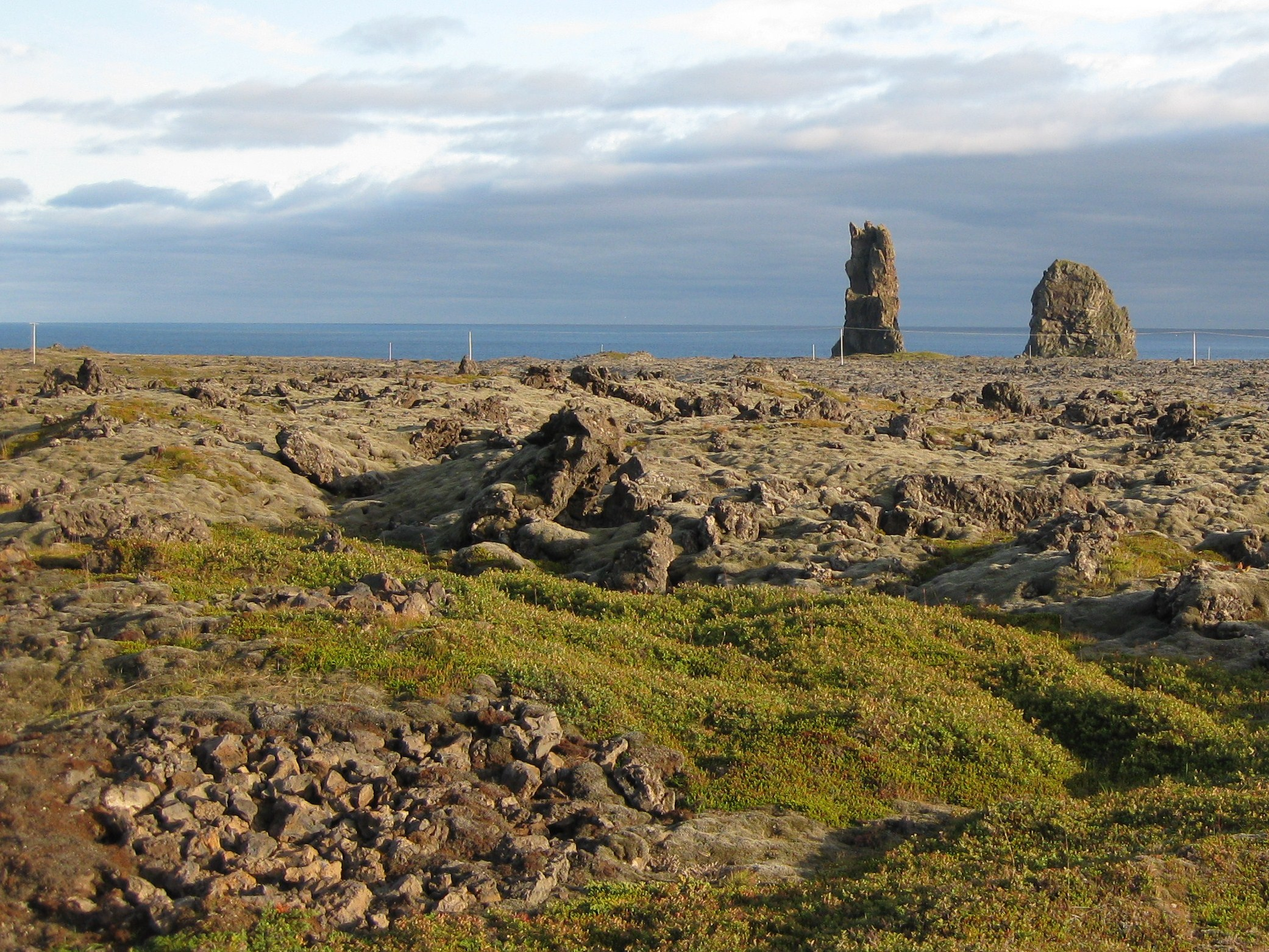
Lóndrangar, vista desde la carretera.

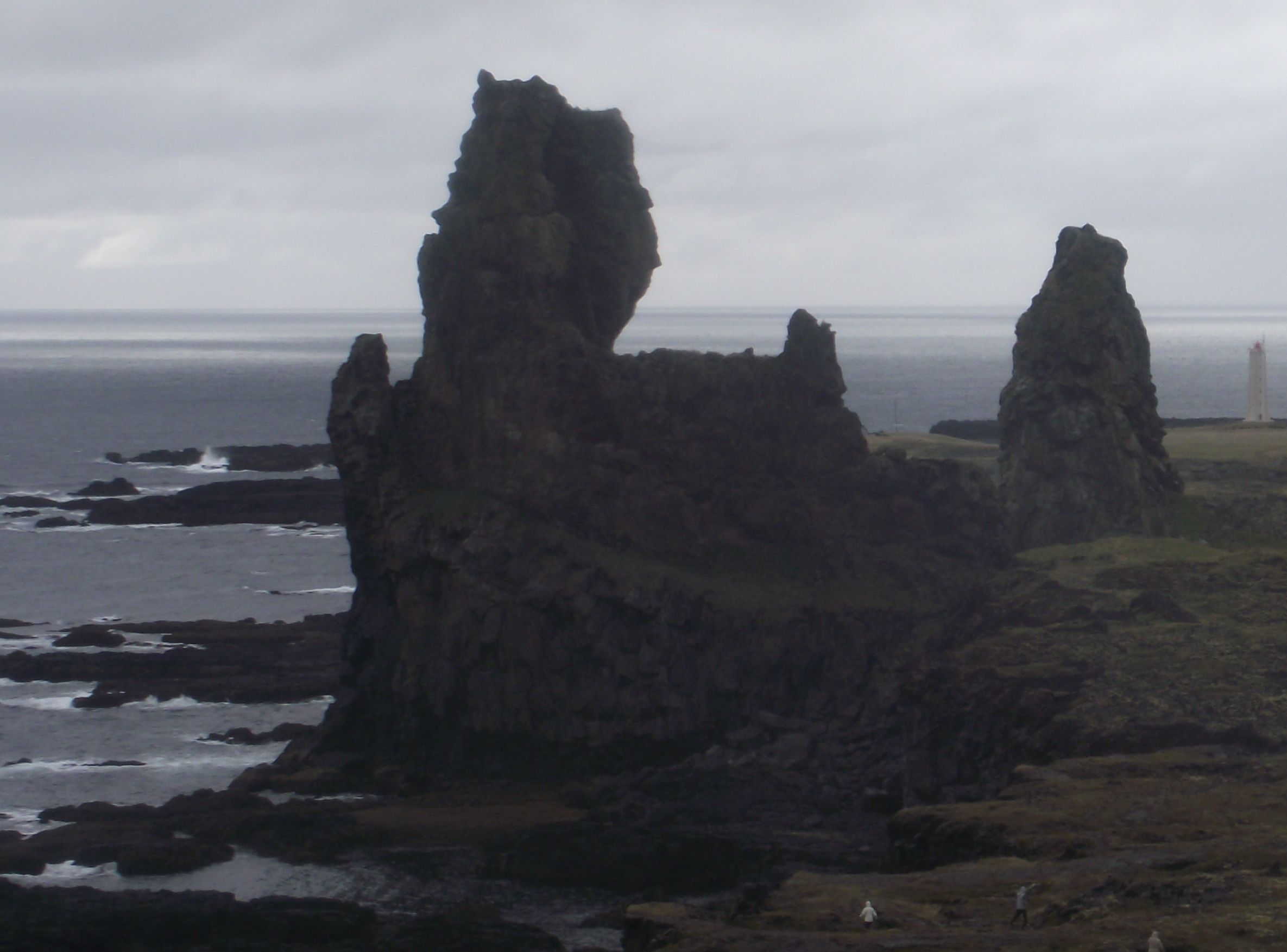
Lóndrangar, vista desde la costa. Se puede apreciar su tamaño viendo las personas en la parte inferior de la fotografía. Al fondo se distingue el faro de Malarrif.

Lóndrangar son un par de agujas de roca escarpadas a la orilla del mar. De 75 m. y 61 m. respectivamente, son un espectáculo singular. A unos 10 km al oeste de Hellnar, en la costa sur de la península de Snæfellsnes, dentro del Parque nacional Snæfellsjökull. 

## Geografía y fauna
Se trata de un par de tapones volcánicos de basalto, vestigios de un edificio volcánico mayor. El resto del cono volcánico formado por roca de menor consistencia se erosionó y desapareció, quedando las antiguas chimenea de basalto. Sin embargo se cree que las rocas de la cercana Svalþúfa son una parte aislada del anillo original de cráter, y el resto lo erosionó el mar.
Las aves gustan de estas empinadas laderas para anidar. Diversos tipos se pueden observar en Lóndrangar: gaviota tridáctila, frailecillos, fulmar boreal y arao común

## Historia
El más alto de los acantilados fue ascendido en 1735 por Asgrim Bergþórsson, mientras que el más bajo no se ascendió hasta 1938.
Hasta finales del siglo XIX la zona costera alrededor Lóndrangar, Drangsvogur, se utilizó como estación de pesca, en su momento álgido llegaron a operar 12 barcos de pesca, disponía de un cabrestante para sacar las barcas del mar y cabañas para el refugio de los marineros. Se puede ver una maqueta en el centro para visitantes del parque nacional.
Cerca de Lóndrangar se encuentra el faro de Malarrif.